# 화서면
화서면(化西面)은 대한민국 경상북도 상주시의 면이다.

## 행정 구역
- 신봉리
- 상현리
- 달천리
- 상용리
- 금산리
- 사산리
- 율림리
- 봉촌리
- 지산리
- 상곡리
- 하송리

## 역대 면장
- 1대 이중구 (1945 ~ 1946.2.21)
- 2대 한순교 (1946.2.22 ~ 1946.12.4)
- 3대 노수연 (1946.12.5 ~ 1947.10.9)
- 4대 김기연 (1947.10.10 ~ 1948.5.9)
- 5대 윤창훈 (1948.5.10 ~ 1956.8.9)
- 6대 김세영 (1956.8.10 ~ 1960.12.26)
- 7대 이완용 (1960.12.27 ~ 1961.7.8)
- 8대 조돈희 (1961.7.9 ~ 1962.10.24)
- 9대 황정주 (1962.10.25 ~ 1963.3.15)
- 10대 김기동 (1963.3.16 ~ 1965.2.4)
- 11대 박영소 (1963.2.5 ~ 1966.12.22)
- 12대 엄익봉 (1966.3.23 ~ 1972.12.22)
- 13대 한수석 (1972.12.23 ~ 1975.2.14)
- 14대 서운석 (1975.2.15 ~ 1978.1.4)
- 15대 조장원 (1978.1.5 ~ 1979.2.27)
- 16대 권윤석 (1979.2.28 ~ 1979.8.13)
- 17대 손길상 (1979.8.14 ~ 1980.7.14)
- 18대 김연필 (1980.7.15 ~ 1982.12.28)
- 19대 김정동 (1982.12.30 ~ 1985.8.12)
- 20대 김재철 (1985.8.13 ~ 1986.10.31)
- 21대 김상면 (1986.11.1 ~ 1988.3.5)
- 22대 장재도 (1988.3.6 ~ 1988.7.13)
- 23대 조용규 (1988.3.5 ~ 1991.12.31)
- 24대 김상단 (1992.1.1 ~ 1993.6.30)
- 25대 남영원 (1993.7.1 ~ 1994.12.31)
- 26대 남창희 (1995.1.1 ~ 1996.2.23)
- 27대 서장오 (1996.2.24 ~ 1997.8.29)
- 28대 김환영 (1997.9.20 ~ 1998.6.30)
- 29대 김종칠 (1998.10.19 ~ 2000.7.24)
- 30대 강경구 (2000.7.25 ~ 2002.8.4)
- 31대 박상철 (2002.8.5 ~ 2004.8.29)
- 32대 최건수 (2004.8.30 ~ 2007.2.27)
- 33대 김재만 (2007.2.28 ~ 2009.2.10)
- 34대 김정기 (2009.2.11 ~ 2010.8.15)
- 35대 조식연 (2010.8.16 ~ 2012.12.31)
- 36대 박창수 (2013.1.1 ~ 2014.12.31)
- 37대 감용배 (2015.1.15 ~ 2016.12.31)
- 38대 조규영 (2017.1.1 ~ 2018.12.31)
- 39대 이양희 (2019.1.1 ~ 2020.6.30)
- 40대 윤보영 (2020.7.1 ~ 2021.12.31)
- 41대 김주연 (2022.1.6 ~ 2022.6.30)
- 42대 장재용 (2022.7.1 ~ 2023.6.30)
- 43대 오광석 (2024.7.1 ~ 현재)